# 第五个五年计划 (中国)

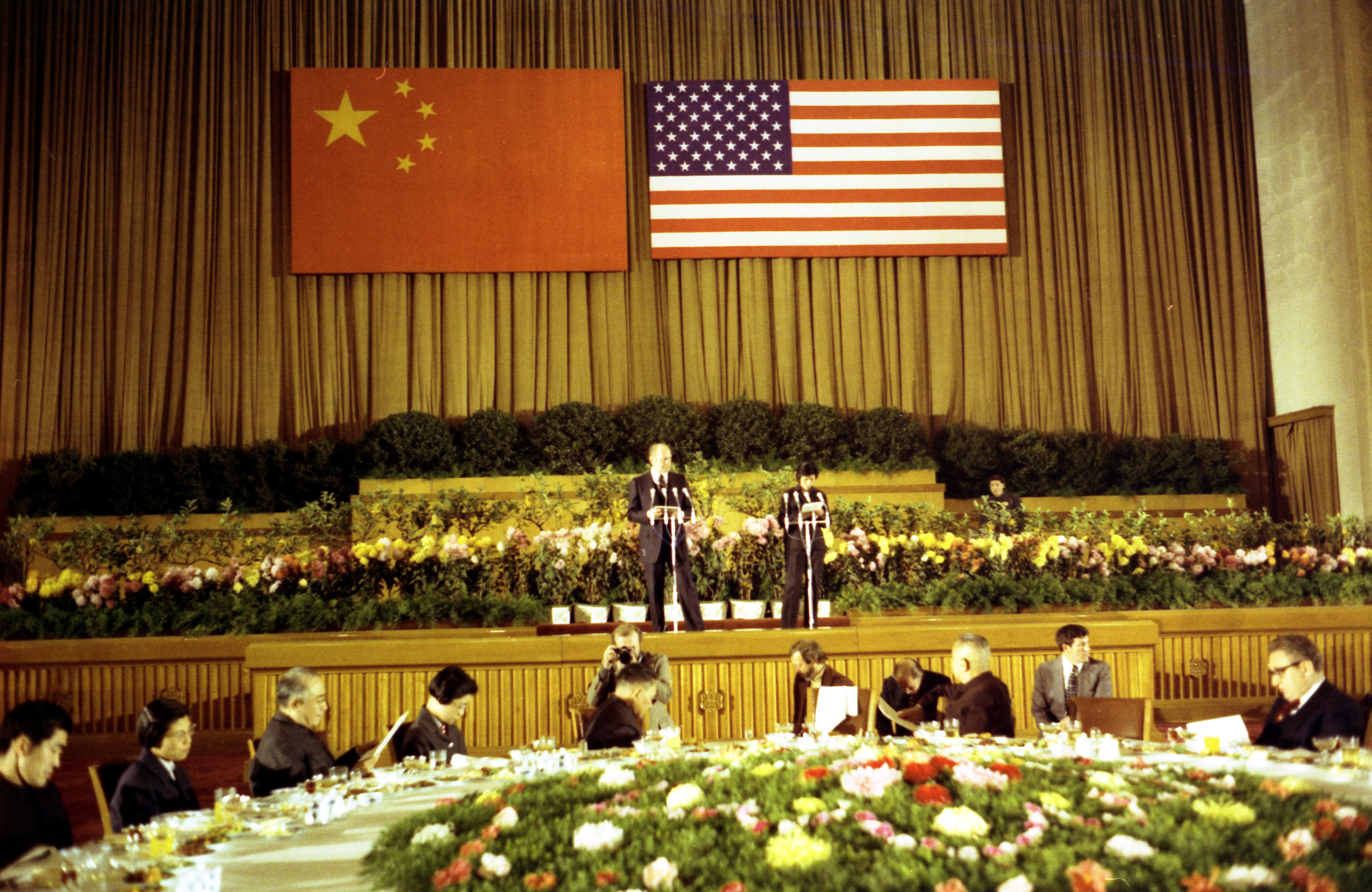
五五期間中美建交

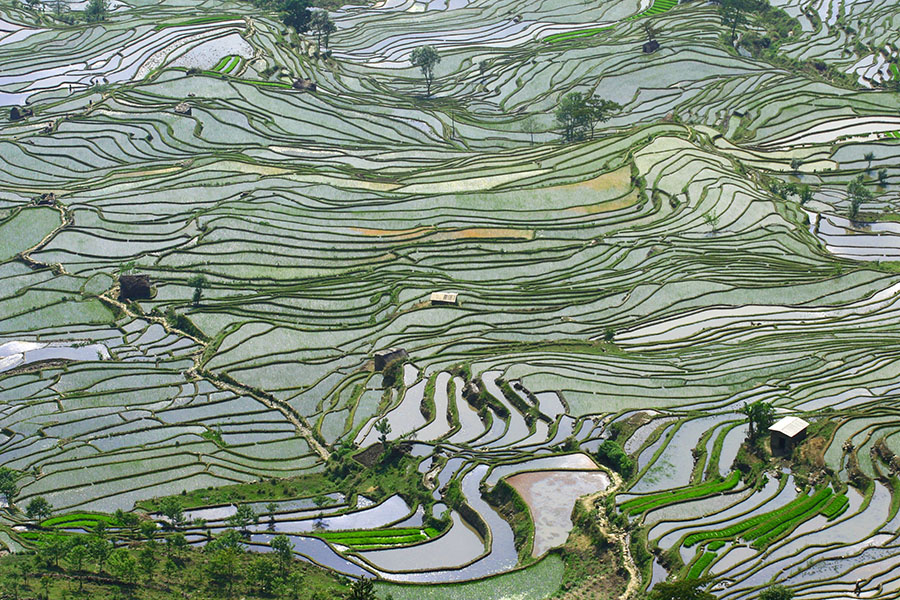
雲南梯田

第五個五年計畫（亦稱「五五」計劃）是指中華人民共和國政府制定的從1976年到1980年底發展國民經濟的計劃。1975年國務院草擬了《1976～1985年发展国民经济的十年规划纲要》包含五五和六五計畫的草案兴建120个大型项目等。由於文化大革命使國家治理都陷入危機，五五目标是在1980年建成中国独立的比较完整的工业体系和经济体系。

## 目標
1975年1月13-17日第四届全国人大一次会议，中共中央副主席、国务院副总理邓小平主持中共中央、国务院的日常工作，着手研究编制了1976-1985年发展国民经济十年规划纲要草案。
- 工农业生产10年平均增长速度为8.7%，其中工业速度为10%
- 1985年工业生产指标：钢6000万吨、煤9亿吨、化纤150万吨、原油2.5亿吨。
- 财政收入10年合计为1.28万亿元
- 基本建设投资10年合计为4580亿元
- 发电量3000亿度

## 執行
五五期间国民经济年平均增长7.8%，最高11.7%，最低1.7%。粮食产量创造最高记录。
工农业总产值平均每年增长8.1%，农业总产值年均增长5.1%，工业总产值年均增长9.2%。